# Ricardo Espalter

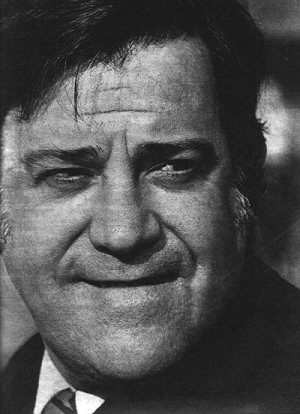
Ricardo Espalter (1974)

Ricardo Espalter (* 14. April 1924 in Montevideo, Uruguay; † 10. März 2007 in Maldonado) war ein uruguayischer Schauspieler.

## Leben
Espalter, in jungen Jahren zunächst als Beamter der UTE beschäftigt, war als vielfach prämierter Schauspieler sowohl am Theater als auch im Film und insbesondere im Fernsehen zu sehen. Dabei beschränkte er sich nicht nur auf den rio-platensischen Raum, sondern war ebenfalls in den USA, Venezuela und Kuba als Schauspieler aktiv. Am Theater debütierte er mit der Gruppe La Mascára 1956 in dem Stück Si el asesino fuera inocente unter der Regie von Denis Molina. In der Folgezeit agierte er sowohl innerhalb dieser Theatergruppe ebenso wie im Club de Teatro in zahlreichen Rollen. Regisseure, unter denen er arbeitete, waren zu jener Zeit beispielsweise N. Weisell, B. Mussitelli, G.A. Ruegger, S. Otermin, M. Blanco, J. Estruch und andere. 1993 kehrte er, nachdem er eine lange Theaterpause eingelegt hatte, mit einer Rolle in Ricardo Prietos Garúa auf die Bühne zurück. Zwei Jahre später spielte er in Desayuno en Manhattan von Beatriz Massons mit.
Als Filmschauspieler drehte Espalter sowohl in Montevideo als auch in Buenos Aires. Sein Film-Debüt gab er 1962 in dem Streifen La raya amarilla. Zu dem Dutzend Filmen, in denen er mitspielte, gehörten Toto Paniagua aus dem Jahr 1980 und El Dirigible, der 1994 unter der Regie Pablo Dottas entstand.
Seine zahlreichen Fernsehauftritte, in denen er insbesondere als Komiker und unter anderem an der Seite von Eduardo D’Angelo, Andrés Redondo, Julio Frade und Enrique Almada in Erscheinung trat, fanden bei einer Vielzahl von Fernsehsendern statt. Zu sehen war er auf den montevideanischen TV-Stationen Canal 4, 5, 10 und 12. In Buenos Aires zeigten die Sender Canal 7, Canal 9, Canal 11 und Canal 13 sowie in Santiago Canal 7 und Canal 13 seine schauspielerischen Leistungen. Sendungen, in denen er mitwirkte, waren beispielsweise Telecataplum, Jaujarana, Comicolor, Hupumorpo, Decalegrón, Medio Mundo und Frente a frente.
Zu den zahlreichen Preisen, die ihm im Verlauf seiner Karriere zuteilwurden, zählten beispielsweise 1963 der Premio Ariel, der Martín Fierro 1975 und der Premio Konex im Jahre 1981. Letzterer wurde ihm von einer Jury unter Vorsitz von Ulyses Petit de Murat verliehen, die Espalter als einen der fünf besten Protagonisten in der Geschichte der argentinischen Radio- und Fernsehshow bezeichnete.
Nachdem er zuletzt aufgrund seiner Krankheit im Sanatorio Mautone in Maldonado untergebracht war, verstarb er dort an den Folgen einer Niereninsuffizienz 82-jährig.

## Filmografie (Auswahl)
- 1962: La raya amarilla
- 1964: La industria del matrimonio
- 1967: Cómo seducir a una mujer
- 1973: ¡Quiero besarlo, señor!
- 1975: Los irrompibles
- 1975: La película
- 1976: La noche del hurto
- 1980: Toto Paniagua
- 1985: El telo y la tele
- 1987: Los taxistas de humor
- 1990: La pandilla aventurera
- 1994: El Dirigible
- 2000: Maldita cocaína

## Auszeichnungen
- 1963: Premio Ariel, Montevideo
- 1974: Círculo de Plata, Rosario
- 1975: Martín Fierro, Buenos Aires
- 1977: Obelisco, Rosario
- 1981: Premio Konex, Buenos Aires
- 1993: Premio Tabaré, Montevideo